# Forcola
Forcola (lombardul: Furcula) település Olaszországban, Sondrio megyében. Lakosainak száma 757 fő (2023. január 1.). Forcola Buglio in Monte, Colorina, Talamona, Ardenno, Fusine és Tartano községekkel határos.

## Népesség
A település népességének változása:
| Lakosok száma | 801  | 796  | 757  |
|               | 2017 | 2018 | 2023 |